# Curtimorda bisignata
Curtimorda bisignata là một loài bọ cánh cứng trong họ Mordellidae. Loài này được Redtenbacher miêu tả khoa học năm 1849.